# Howard Heights
Die Howard Heights sind ein verschneites und bis zu 515 m hohes Vorgebirge an der Saunders-Küste des westantarktischen Marie-Byrd-Lands. Auf der Nordseite der Edward-VII-Halbinsel ragen sie zwischen dem Stewart- und dem Gerry-Gletscher auf.
Das Gebiet wurde bei der ersten (1928–1930) und der zweiten Antarktisexpedition (1933–1935) des US-amerikanischen Polarforschers Richard Evelyn Byrd aus der Luft erkundet. Der United States Geological Survey kartierte das Gebirge anhand eigener Vermessungen und Luftaufnahmen der United States Navy aus den Jahren von 1959 bis 1965. Das Advisory Committee on Antarctic Names benannte es 1970 auf Vorschlag Byrds nach dem US-amerikanischen Zeitungsverleger Roy Wilson Howard (1883–1964), einem Sponsoren von Byrds zweiter Antarktisexpedition.